# Jihae
Jihae Kim, född 1989, mer känd under mononymen Jihae, är en koreansk sångerska och skådespelare, verksam i USA.

## Filmografi
- 2018 – Mortal Engines
- 2020 – Altered Carbon (TV-serie)
- 2021 – Succession (TV-serie)